# Smithville (Mississippi)
Smithville é uma cidade  localizada no estado americano de Mississippi, no Condado de Monroe.

## Demografia
Segundo o censo americano de 2000, a sua população era de 882 habitantes.
Em 2006, foi estimada uma população de 875, um decréscimo de 7 (-0.8%).

## Geografia
De acordo com o United States Census Bureau tem uma área de
4,1 km², dos quais 3,8 km² cobertos por terra e 0,3 km² cobertos por água. Smithville localiza-se a aproximadamente 80 m acima do nível do mar.

## Localidades na vizinhança
O diagrama seguinte representa as localidades num raio de 24 km ao redor de Smithville.